# Henoteisme
L'henoteisme és creença en diversos déus entre els quals en destaca un, o bé la creença en un únic Déu admetent l'existència o possible existència d'altres divinitats. Històricament s'ha vist com un pas intermedi: del politeisme es passa a un henoteisme perquè una de les divinitats del panteó pren més importància, d'aquí es passa a la monolatria (només s'adora i es prega a aquella divinitat), de tal manera que les altres acaben desapareixent o són vistes com a part de la mitologia antiga, llavors neix el monoteisme o creença en un sol Déu veritable. És el cas que va ocórrer amb l'adoració inicial a Jahvè.
Si es considera l'henoteisme com una fase de la religió, diversos cultes, tant politeistes com monoteistes, han tingut etapes henoteistes o bé han destacat un Déu per sobre dels altres. Entre els grecs, Zeus era el Déu suprem, per exemple. Molts filòsofs ha postulat l'existència de l'U suprem enmig d'un conjunt de divinitats, com Pitàgores o Plotí. El culte solar d'Amenophis IV es pot llegir com henoteisme, ja que no va aconseguir anul·lar el culte a altres Déus, que van retornar amb força entre els egipcis després de la seva mort.
E